# كحول ستياريلي
ستياريلي الكحول هو مركب عضوي، تركيبته CH3(CH2)16CH2OH
مصنف من الكحول الدهنية. يأخذ هيئة حبوب بيضاء أو فتات، وهي غير قابلة للذوبان في الماء. استعمالاته كثيرة جداً فهو أحد العناصر في زيوت التشحيم و الراتنج، والعطور ومستحضرات التجميل. وهو يستخدم كمرطب للبشرة، مستحلب ومثخن في المراهم لأنواع مختلفة، وهو يستخدم على نطاق واسع في كصبغة للشعر في الشامبو ومنعم الشعر
.
ستياريلي الكحول محضر من حمض الشمع أو بعض الدهون بعملية تحفيز الهدرجة. يوجد فيه سمية قليلة